# Cyanocorax yncas
La ghiandaia inca (Cyanocorax yncas (Boddaert, 1783)) è un uccello passeriforme della famiglia dei corvidi.

## Etimologia
Il nome scientifico della specie, yncas, significa "inca" ed è un riferimento all'areale di diffusione di questi uccelli: il loro nome comune altro non è che la traduzione di quello scientifico.

## Descrizione

### Dimensioni
Misura 25-27 cm di lunghezza, per 66-92 g di peso..

### Aspetto

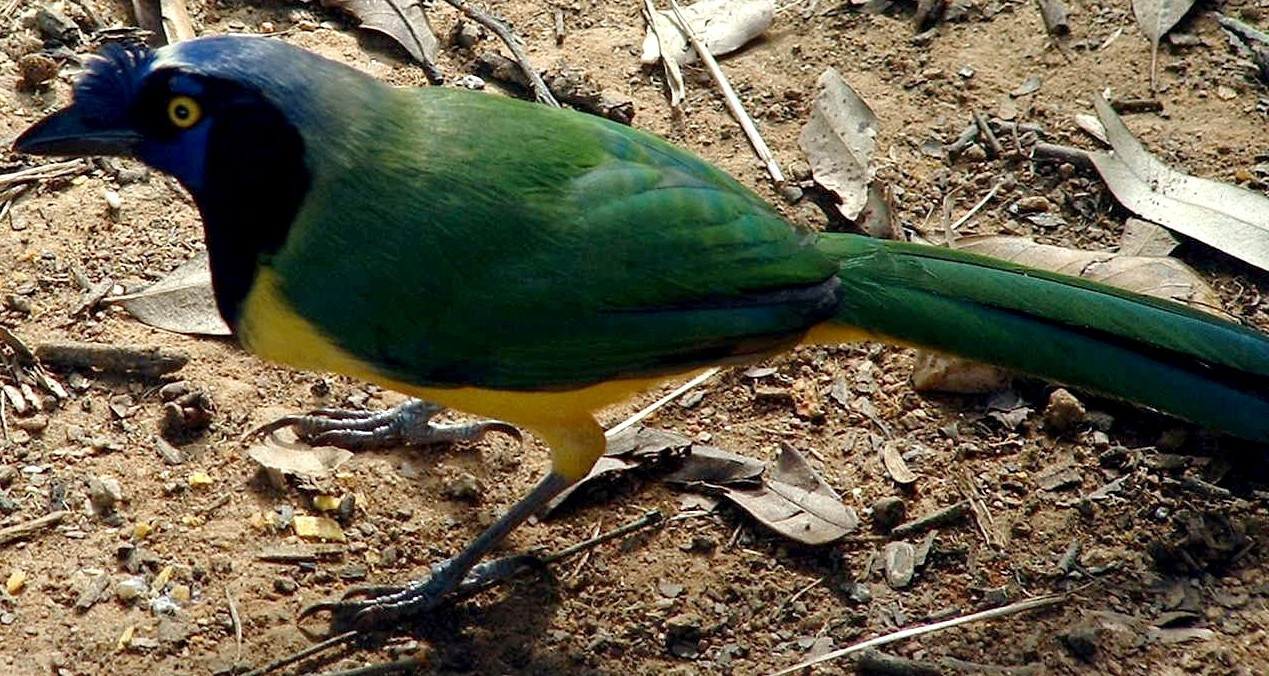
Esemplare al suolo in Venezuela.

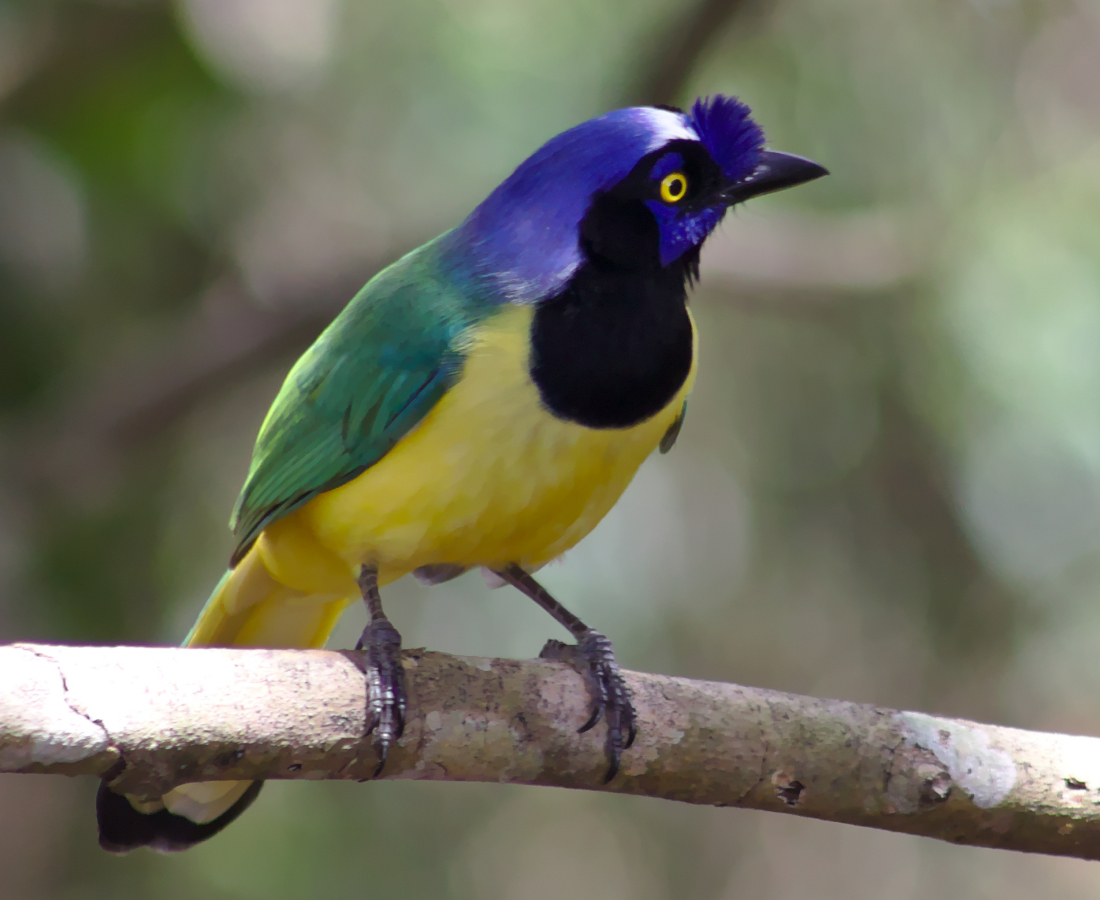
Esemplare in natura.

Si tratta di uccelli dall'aspetto tozzo e robusto, con grossa testa ovale e allungata munita di cresta frontale erettile, nonché di becco forte e conico dall'estremità lievemente adunca, grandi occhi, lunghe ali digitate, coda piuttosto allungata e forti zampe artigliate: nel complesso, questi animali ricordano molto le ghiandaie eurasiatiche e soprattutto l'affine (e secondo alcuni conspecifica) ghiandaia verde, rispetto alla quale presentano taglia media superiore, cresta cefalica più lunga, colori del corpo separati meno nettamente e nuca bianca anziché azzurra.
Il piumaggio si presenta colorato piuttosto vivacemente. La fronte è di colore blu, così come blu sono sopracciglio, guance, mustacchio (a formare sulla faccia una sorta di baffi "alla Francesco Giuseppe") e nuca: il vertice (e nelle sottospecie meridionali anche il resto della nuca) è di colore bianco panna, mentre il resto della testa (mascherina facciale, area temporale, lati del collo, gola e parte superiore del petto). Il resto del petto, il ventre, i fianchi, il sottocoda e la superficie inferiore della coda sono di colore giallo, talvolta con sfumature arancio, mentre dorso, ali e coda sono di color verde erba, con presenza di sfumature azzurro-bluastre sulla punta di quest'ultima e delle remiganti.
Il becco è di colore nero lucido, mentre le zampe sono di colore grigio-nerastro: gli occhi sono di colore giallo.

## Biologia

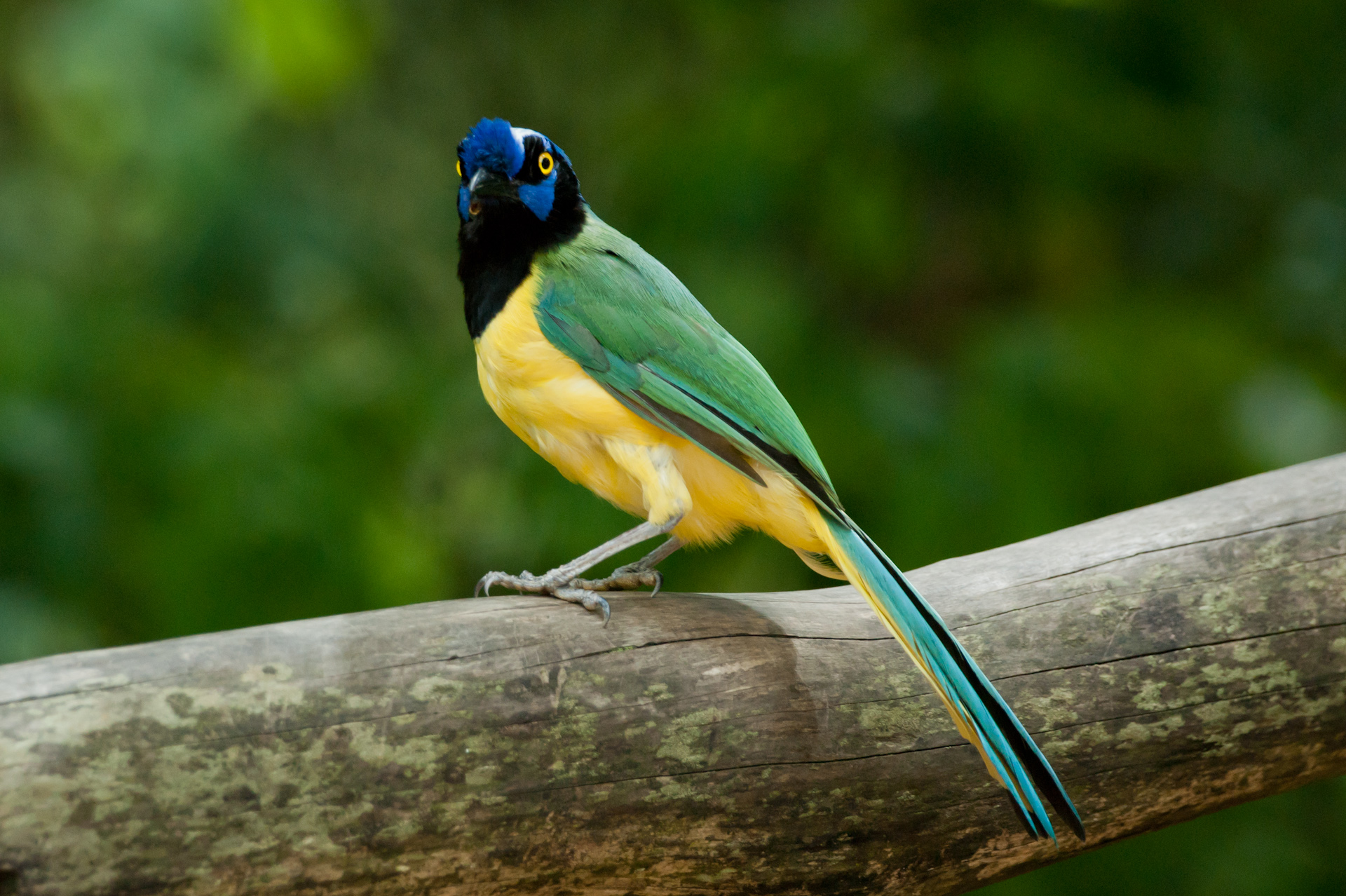
Esemplare vocalizza in natura.

La ghiandaia inca è un uccello dalle abitudini di vita essenzialmente diurne e moderatamente gregarie: questi uccelli vivono in gruppetti familiari con un numero fisso di componenti, costituiti da una coppia riproduttrice e dai giovani della covata dell'anno in corso e talvolta anche di quella dell'anno precedente.

Questi uccelli passano la maggior parte della giornata alla ricerca di cibo, percorrendo i rami a spirale dall'alto verso il basso e passando anche una buona quantità di tempo al suolo allo stesso scopo: sul far della sera, i gruppi si ritirano su un posatoio posto fra i rami di un albero, in modo tale da poter passare la notte al riparo dei predatori e delle intemperie.
I richiami di contatto di questi uccelli sono cupi, gracchianti e metallici, e vengono di norma ripetuti 4-5 volte: in generale, le ghiandaie inca (analogamente alla stragrande maggioranza dei corvidi) possiedono un repertorio vocale piuttosto vasto, che comprende sia aspri richiami d'allarme che versi fiaschiati più armoniosi.

### Alimentazione

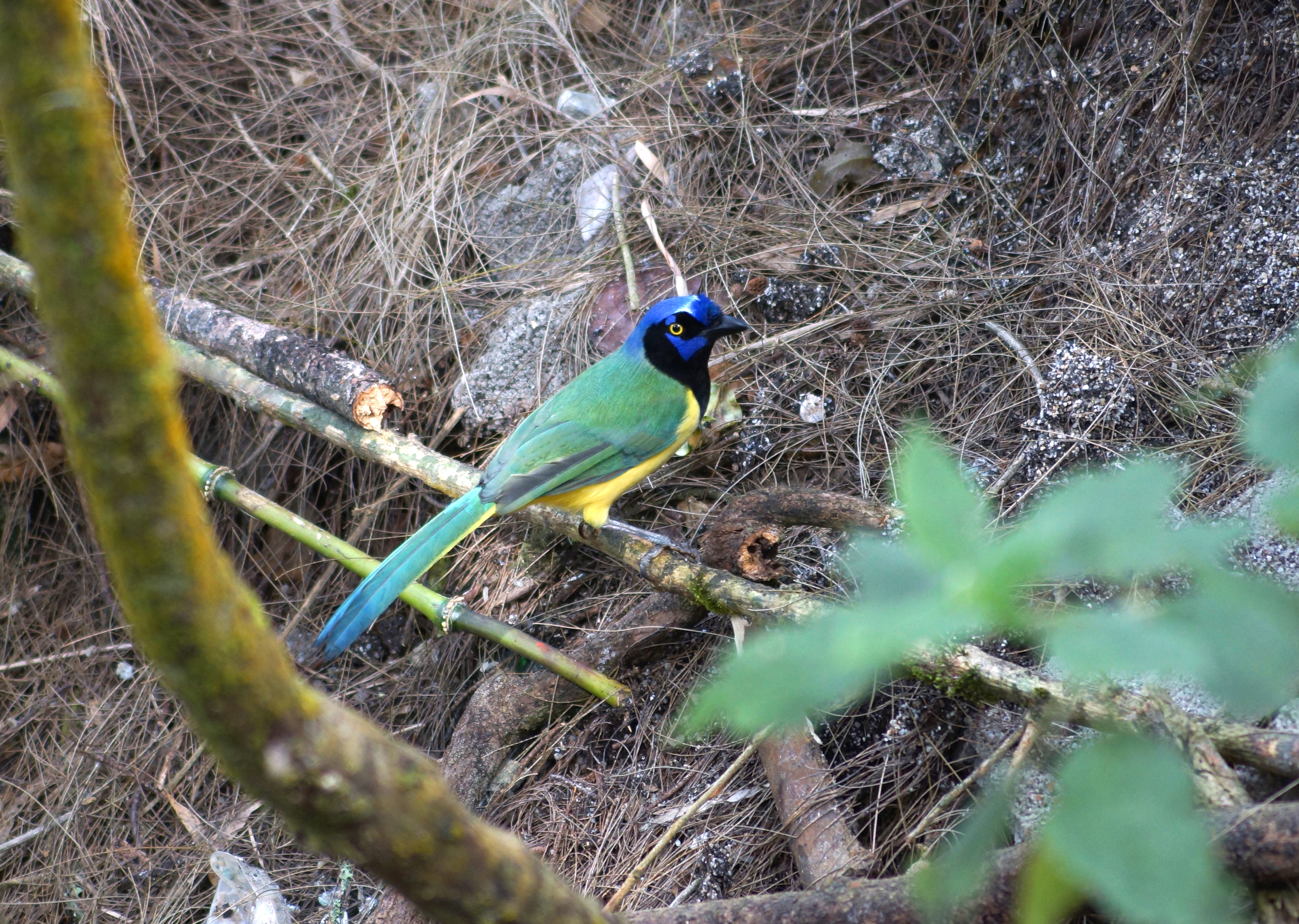
Esemplare in natura.

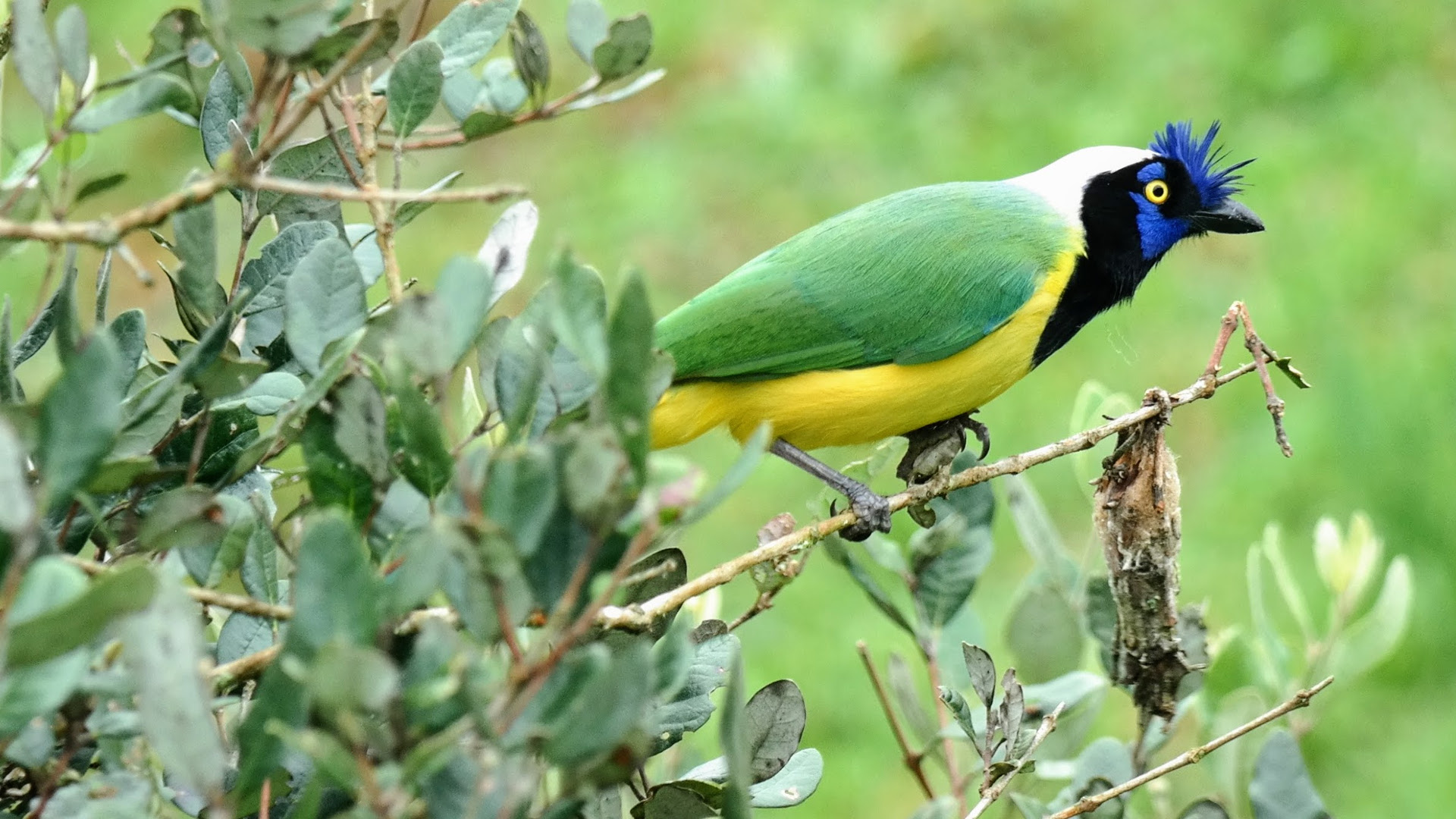
Esemplare su una pianta di guayabo a Guarne.

Si tratta di uccelli dalla dieta onnivora e piuttosto opportunistica: nella loro dieta la componente carnivora e quella vegetariana sono grossomodo equivalenti, con una lieve prevalenza della prima (57% del totale) rispetto alla seconda (43% del totale).
Fra gli alimenti di origine animale dei quali la ghiandaia inca si ciba vi sono una varietà di insetti, artropodi ed altri invertebrati, nonché delle loro larve e sporadicamente anche piccoli vertebrati (uova e nidiacei razziati dai nidi, topolini, piccoli anfibi e rettili): fra gli alimenti di origine vegetale consumati figurano invece bacche, frutta matura, frutta a guscio e granaglie.

### Riproduzione

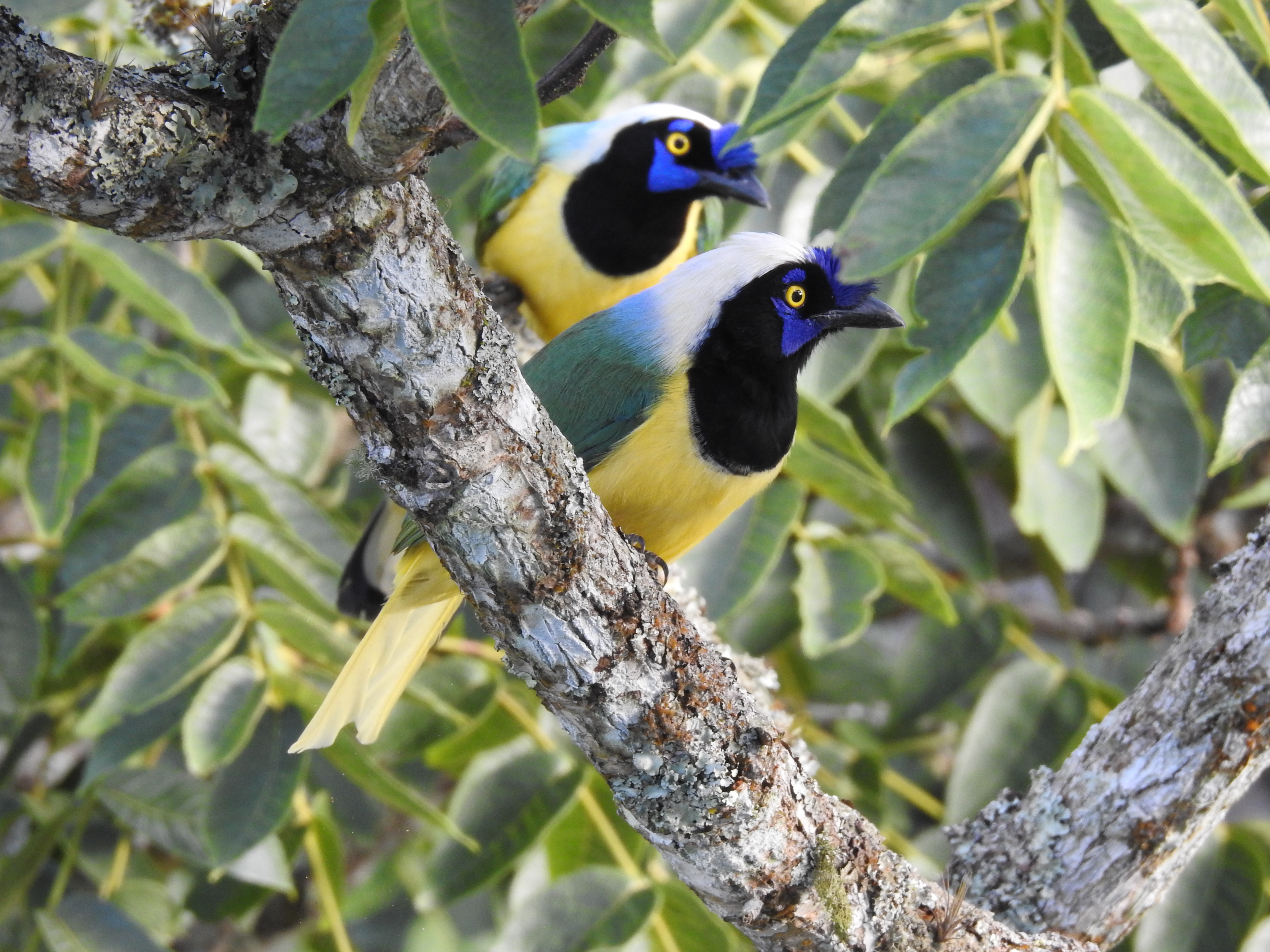
Coppia a La Cumbre.

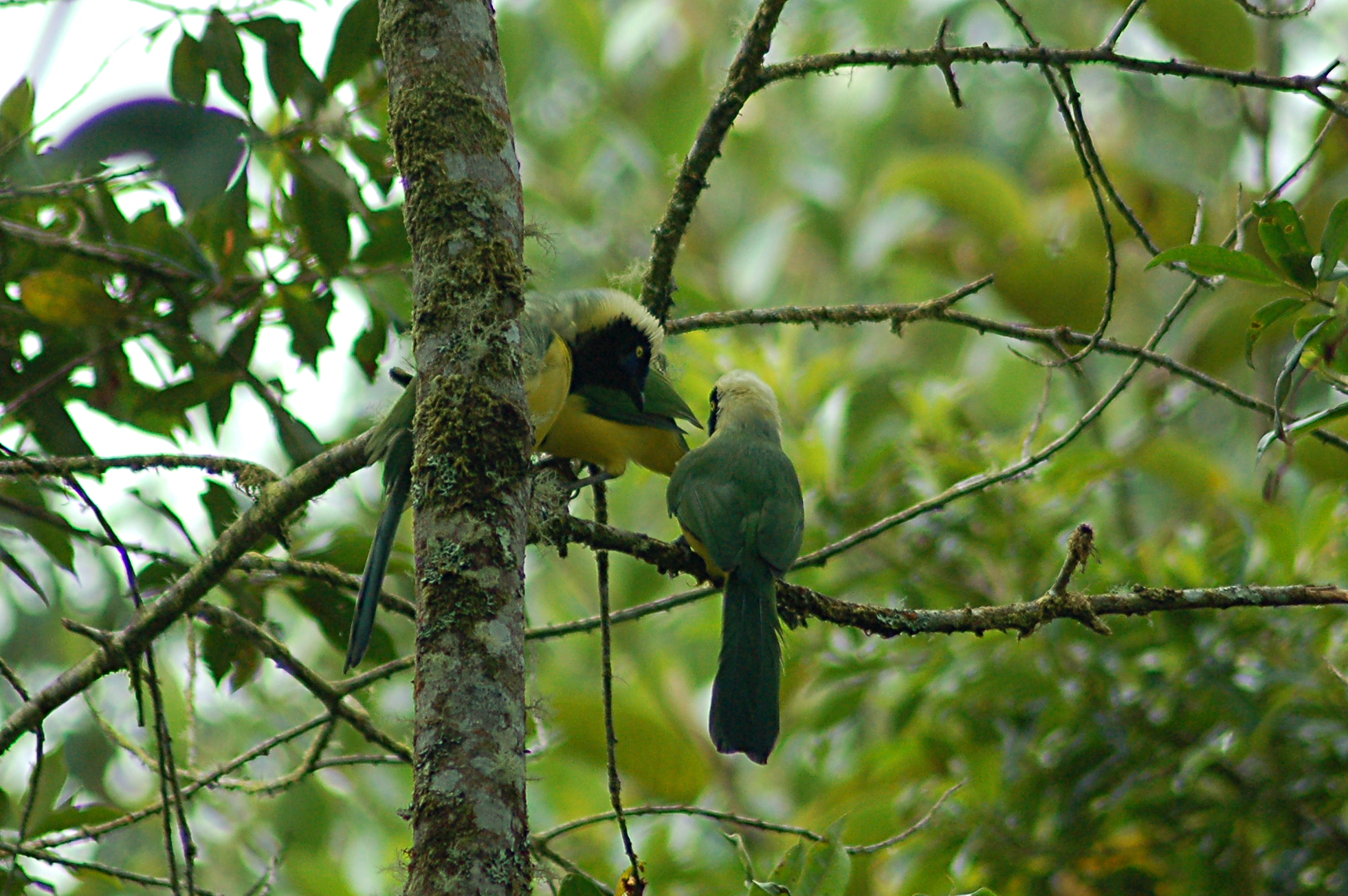
Gruppo nella provincia del Napo.

Si tratta di uccelli monogami, nei quali le coppie rimangono insieme per la vita: la stagione degli amori si estende da marzo ad agosto, periodo durante il quale viene portata avanti una singola covata.
Il nido, a forma di coppa, viene costruito da ambedue i partner (talvolta con l'ausilio di altri membri del gruppo, mentre la scelta del sito di nidificazione è appannaggio esclusivo della coppia riproduttiva) nel folto della vegetazione di un albero o un cespuglio, utilizzando rametti e fibre vegetali intrecciati grossolanamente: il nido è molto sottile, tanto che è possibile vedere le uova al suo interno.

All'interno del nido, la femmina depone 3-5 uova biancastre, che vengono covate unicamente da quest'ultima (mentre il maschio si occupa di tenere a bada i dintorni e di reperire il cibo per sé e per la compagna intenta all'incubazione) per circa 17 giorni: durante gli ultimi giorni di cova, nell'imbeccare la femmina al maschio si affiancano anche gli altri componenti del gruppo.

Alla schiusa, i pulli sono ciechi e quasi completamente implumi: essi vengono nutriti dalla sola femmina (che frattanto continua ad essere imbeccata) per i primi cinque giorni di vita, dopodiché ambedue i partner si avvicendano nelle cure parentali, coadiuvati dagli altri membri del gruppo di appartenenza. I nidiacei sono in grado d'involarsi attorno alle tre settimane dalla schiusa: la femmina continua a nutrirli ancora per almeno tre settimane, dopodiché essi divengono relativamente indipendenti, continuando tuttavia a rimanere all'interno del proprio gruppo natio almeno fino alla stagione riproduttiva successiva, quando a loro volta aiuteranno i genitori nel portare avanti una nuova covata.
La speranza di vita di questi uccelli si aggira attorno ai 10 anni.

## Distribuzione e habitat

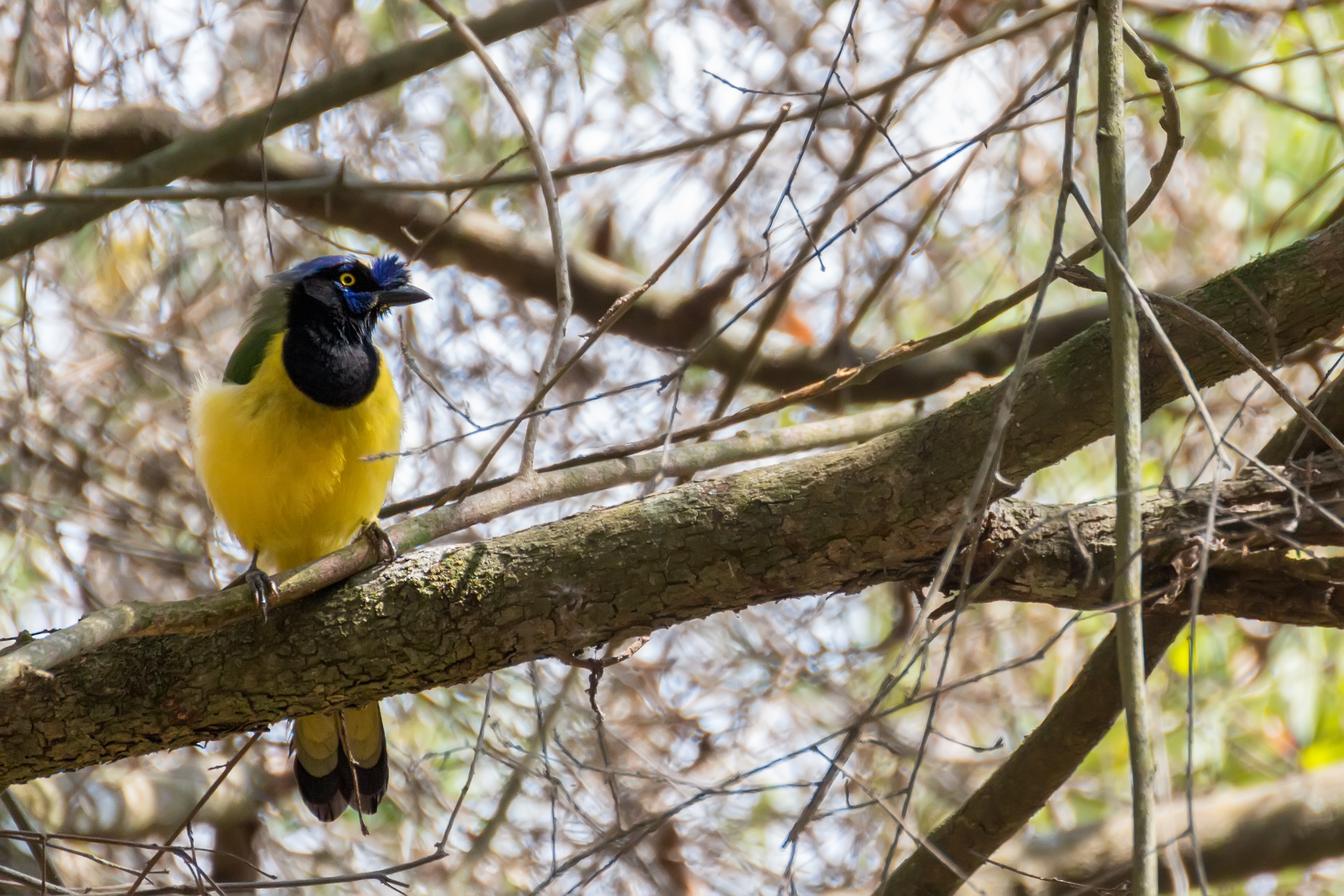
Esemplare a nord di Caracas.

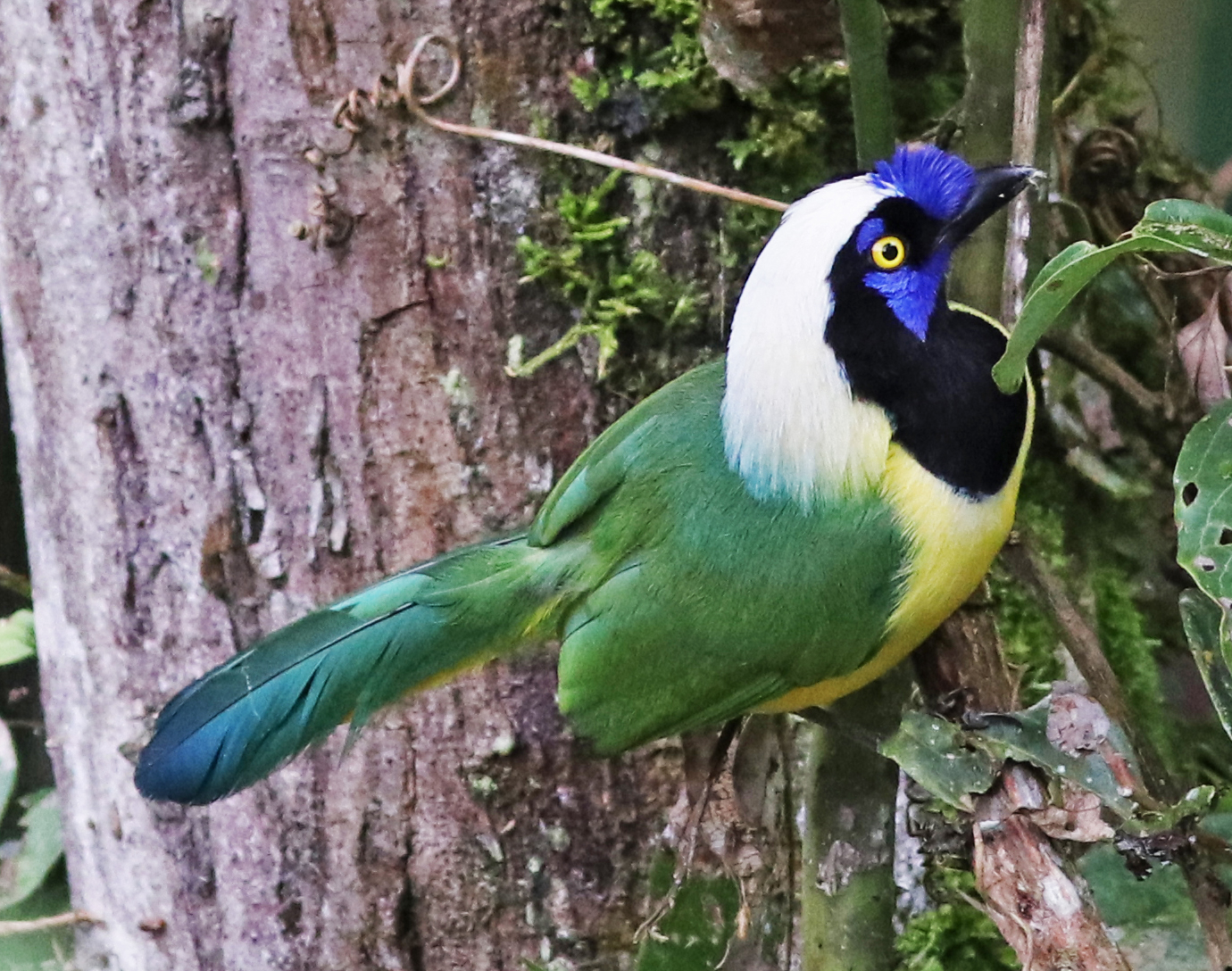
Esemplare in Ecuador.

La ghiandaia inca è diffusa in Sudamerica centro e nord-occidentale, popolando (come l'impero Inca, al quale questi uccelli tributano sia il nome comune che il nome scientifico) le pendici delle Ande dalla Colombia alla Bolivia centrale (dipartimenti di La Paz e Cochabamba), attraverso l'Ecuador centro-orientale ed il Perù: la specie è inoltre presente in Venezuela occidentale e settentrionale, ad est fino al nord dell'Anzoátegui e al Sucre occidentale.
L'habitat di questi uccelli è rappresentato da una varietà di aree boschive (dalla foresta arida al limitare della foresta pluviale tropicale) collinari e pedemontane, con presenza mista di aree alberate non eccessivamente fitte e di radure erbose o arbustive più o meno estese: le ghiandaie inca frequentano anche le piantagioni.

## Tassonomia

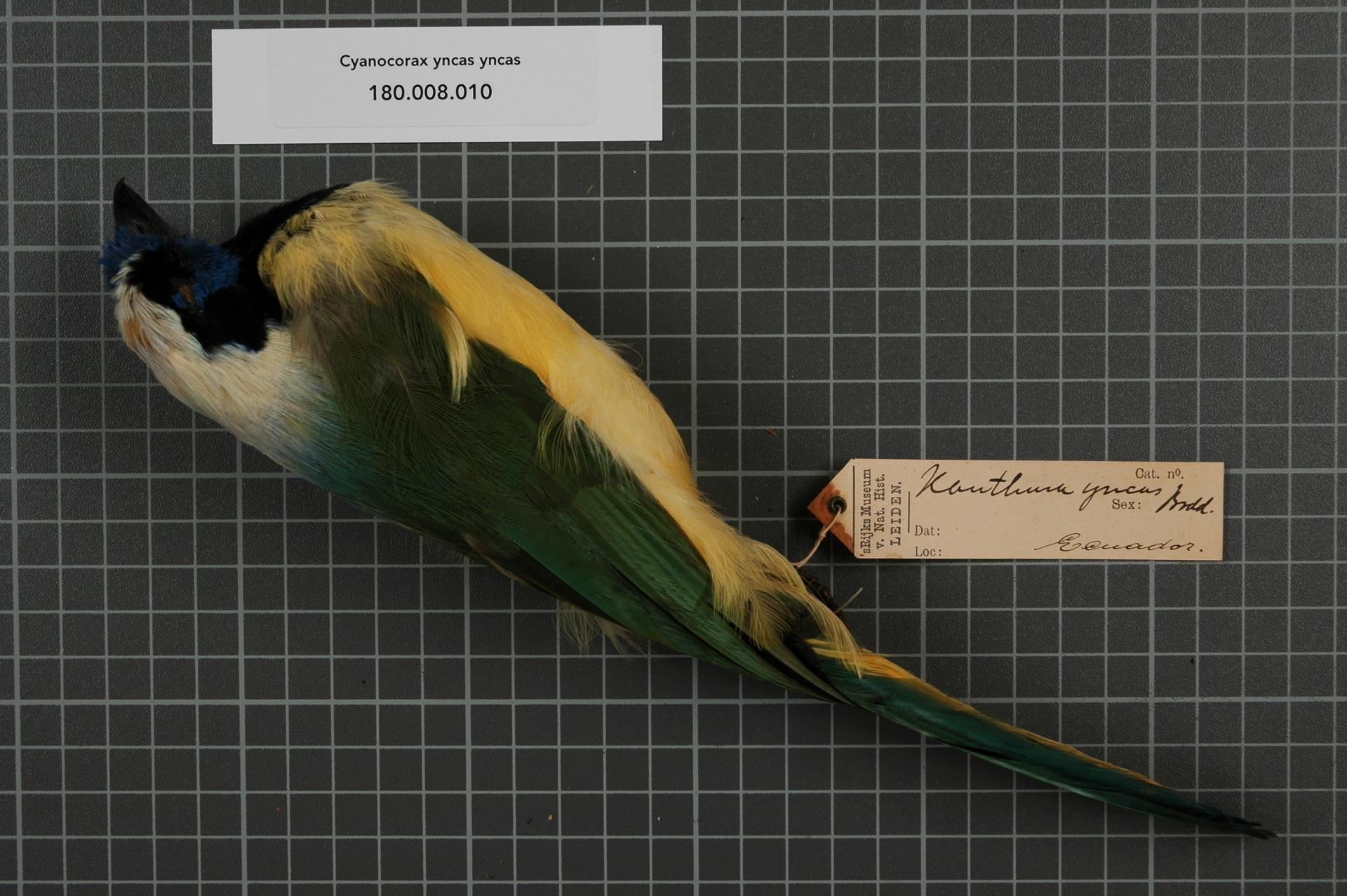
Esemplare impagliato della sottospecie nominale.

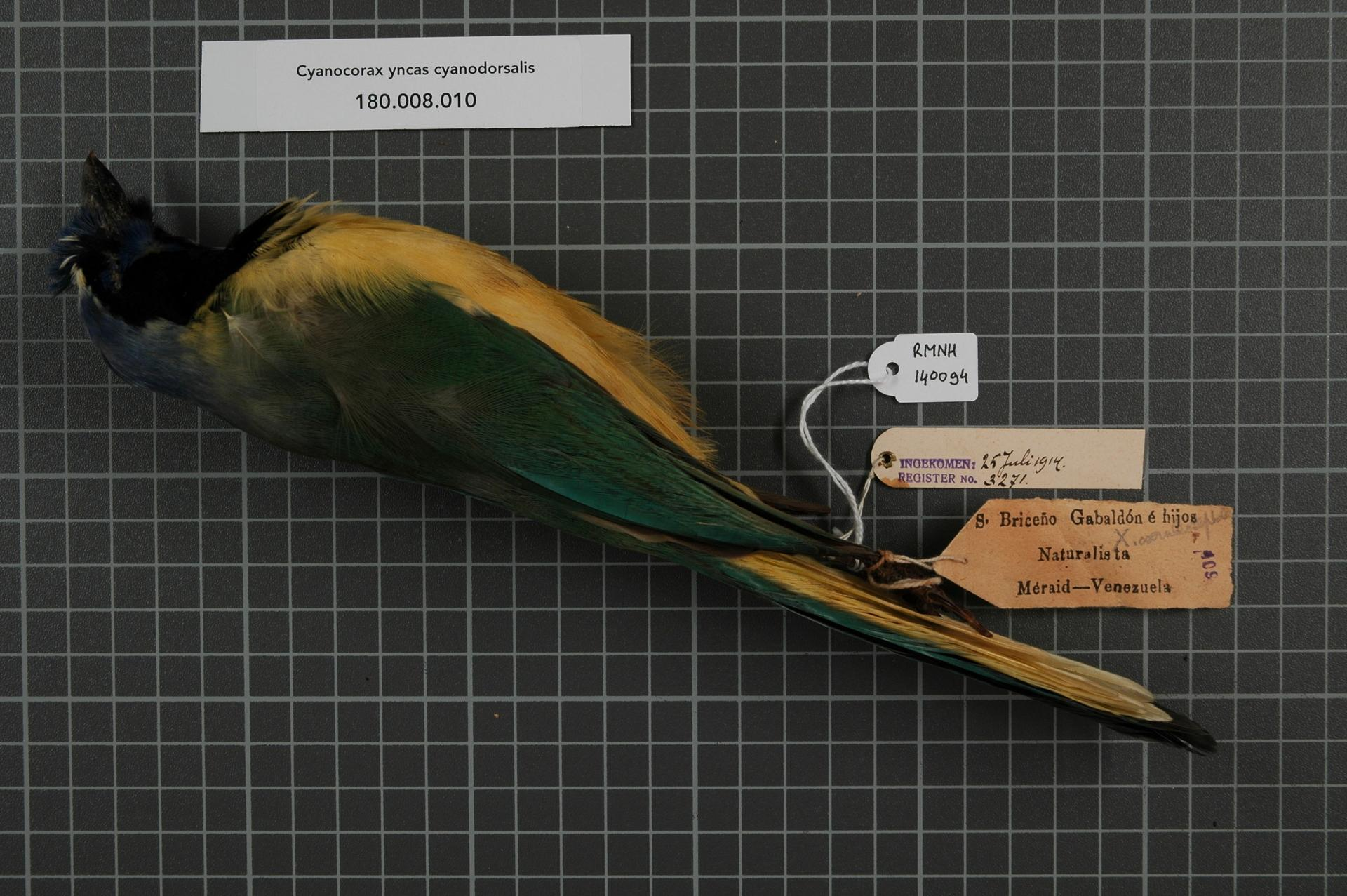
Esemplare impagliato della sottospecie cyanodorsalis.

Se ne riconoscono cinque sottospecie:
- Cyanocorax yncas galeatus (Ridgway, 1900) - diffusa nella porzione nord-occidentale dell'areale occupata dalla specie;
- Cyanocorax yncas cyanodorsalis Dubois, 1874 -- diffusa nella Sierra de Perijá;
- Cyanocorax yncas guatimalensis (Bonaparte, 1850) - diffusa nel nord del Venezuela;
- Cyanocorax yncas yncas (Boddaert, 1783) - la sottospecie nominale, diffusa lungo le pendici orientali delle Ande dal sud della Colombia (dalla valle del Cauca) alla Bolivia;
- Cyanocorax yncas longirostris (Carriker, 1933) - endemica dell'alta valle del Marañón;

Alcuni autori riconoscerebbero inoltre una sottospecie andicola del Mérida, sinonimizzata con cyanodorsalis: un tempo veniva accorpata a questa specie anche la ghiandaia verde con tutte le sue sottospecie, ma attualmente (sebbene alcuni continuino a considerare corretta questa classificazione) si tende a classificare questi uccelli come due specie a sé stanti.